# Ptolomeu (tribuno)
Ptomoleu ou Ptolemeu (em latim: Ptolemaeus) foi um oficial romano do século IV, que esteve ativo durante o reinado de Valente (r. 364–378) ou Teodósio I (r. 378–395). Segundo o poeta Claudiano era proprietário do eunuco Eutrópio e teria vendido-o para o general Arinteu em algum momento antes de 379. É mencionado como um oficial de alta patente, mas seu ofício não é mencionado. Os autores da Prosopografia do Império Romano Tardio sugerem que Ptolomeu era um tribuno do estábulo (em latim: tribunus stabuli).